# Dergårdsteatern
Dergårdsteatern ligger i Lerum öster om Göteborg. Här arrangeras föreställningar med teater, musik och dans, men lokalen används också för kommunfullmäktiges sammanträden. 
Dergården inrymmer även Lerums gymnasium, ett utställningsgalleri och ett bibliotek.